# Вільфрід Лоренц
Вільфрід Лоренц (нім. Wilfried Lorenz, 18 січня 1932) — німецький яхтсмен.
Срібний призер Олімпійських Ігор 1964 року в класі Дракон.